# Paphinia rugosa
Espèce
Paphinia rugosa Rchb.f., est une espèce de plantes à fleurs de la famille des orchidées et de la sous-tribu des Stanhopeinae découverte par Gustav Wallis et F.Klaboch.
En 1876, Wallis envoya une fleur et un croquis de la plante à Heinrich Gustav Reichenbach, Roezel fit de même en décembre de la même année ce qui permit d’établir la première description en 1877. En 1878, Wallis expédia enfin une plante séchée complète, d’où une seconde description plus précise en 1879. En 1880, le premier spécimen vivant a fleuri en Europe dans la collection de Sir Trevor Lawrence à Burford Lodge (Royaume-Uni).

## Étymologie
rugosus, a, um adj. latin : rugueux, plein d’aspérités qui évoque l’aspect du labelle de cette Paphinia.

## Diagnose
Racema pendulo bifloro ; bracteis spathaceis ligulatis acuminatis actisve ovaria pedicellata punctulata subdimidia aequantibus ; sepalis curreato-oblongo-ligulatis acutis ; tepalis cuneato-oblongis acutis ; labelli ungue longiusculo ; hypochilii laciniis divaricatis expansi semi-falcatis ; epichilo basi utrinque semilanceo-acuto, hinc si mavis trifido, per discum carinulis transversis abruptis angustis rugulosa, antice callis stipitatis capitatis Paphiniae cristatae, Lindl., marginato, callo bicruri in basi epichilii ; cruribus teretiusculis apice clavatis antennaeformibus ; columna apice utrinque dilatata, basi tumore didymo. –Pseudobulbi tenues teretiusculi costati. Flores albi maculis purpureis.
Rchb.f., 1877.

## Répartition et biotope
Plante récoltée pour la première fois en 1876 en Colombie dans le département de Cauca à 245 m par Gustav Wallis.